# Déjà Vu (Crosby, Stills, Nash & Young-album)
 For alternative betydninger, se Déjà Vu (flertydig). (Se også artikler, som begynder med Déjà Vu)
Déjà Vu er det andet studiealbum af den amerikanske folkrockgruppe Crosby, Stills & Nash og det første som en kvartet med medvirken af Neil Young. Albummet blev udgivet i marts 1970 på Atlantic Records. Albummet nåede nr. 1 på Billboard 200-albumhitlisten og indeholdt tre Top 40-singler: "Woodstock", "Teach Your Children" og "Our House". Albummet blev genudgivet i 1977 og blev i 2021 udgivet i en udvidet version i anledning af albummet 50-års jubiluæm.
Albummet blev i 2003 optaget som nr. 148 på magasinet Rolling Stones liste over de 500 bedste album gennem tiden og indgik som nr. 220 på en genudgivet udgave af listen i 2020. Albummet modtog 7×platin og solgte over 8 millioner eksemplarer og er det meste succesfulde album af alle fire medvirkende.

## Indspilning
Albummet blev indspillet mellem juli 1969 og januar 1970 i Wally Heider's Studio C i San Francisco og Wally Heider's Studio 3 i Hollywood. Bortset fra "Woodstock" blev sangene indspillet i individuelle sessions med hver enkelt medlem med de øvrige, der herefter bidrog med, hvad der kunne opnås enighed om. Neil Young medvirker på under halvdelen af sangene, Graham Nash udtalte, at Young primært indspillede sine sange hjemme i Los Angeles, for herefter at tage dem til studiet for at lægge vokaler på for derefter at tage dem hjem igen for at mixe dem færdig.
Nash forklarede til Music Radar, at "stemningen var anderledes i forhold til det første album, der blev indspillet, da alle var i et forhold. Ved det andet album var jeg og Joni (Mitchell) gået fra hinanden, Stephen og Judy var gået fra hinanden og Christine (David Crosbys kæreste) var lige død. Det var helt mørkt".
Der var en række uenigheder om albummets endelig mix og hvilke sange der skulle medtages. Stills ønskede ikke "Almost Cut My Hair" på albummet grundet en dårlig vokal, ligesom Stills til Neil Youngs irritation ændrede vokalen på Stills parti på "Woodstock".
Trommeslageren Dallas Taylor og bassisten Greg Reeves medvirker på de fleste af albummets sange og er krediteret på coveret med næsten lige så store typer som resten af bandet. Grateful Deads guitarist Jerry Garcia spiller pedal steel guitar på "Teach Your Children" og John Sebastian spiller mundharmonika på titelsangen.

## Udgivelse
Forhåndsinteressen for albummet var stor, og der blev solgt 2 millioner albummer på forhånd. Déjà Vu blev udgivet den 11. marts 1970 på Atlantic Records, katalog SD 7200. Albummet fik 88 uger på Billboard 200-albumhitlisten.
Albummet blev udgivet på CD i 1994.

## Modtagelse
Albummet fik en blandet modtagelse ved udgivelsen. Robert Christgau skrev, at der var fem eller syv mindeværdige sange, og at det var "Youngs guitar—med hjælp fra Stills og studiemusikerne Taylor og Reeves—der får musikken til at fungere, ikke de berømmede harmonier".
Langdon Winner skrev i Rolling Stone, at, på trods af tilføjelsen af Neil Young, er lyden "stadig for sød, for beroligende, for perfekt og for god til at være sand". Han fremhævede "Carry On", "Teach Your Children" og "Helpless" på albummets side 1. LP'ens side 2 har "præcist spil, funklende harmonier og afslappet, men dog kraftfuld rytme og fejlfri 12-strengede guitarer", men ingen sange, der skiller sig ud.
Anmelderne i ZigZag and New Musical Express var kritiske overfor Crosbys og Nashs bidrag, og anførte, at Neil Youngs bidrag klart havde højere kvalitet.

## Eftermæle
Albummets popularitet bidrog til den succes som de fire medlemmer af gruppen opnåede med deres soloudspil efter Déjà vu – Neil Youngs After the Gold Rush, Stephen Stills' debutalbum, David Crosbys If I Could Only Remember My Name and Graham Nashs Songs for Beginners. Rolling Stone har medtaget albummet på sine lister over de 500 bedste album, ligesom tv-kanalen VH1 har placeret albummet som nr. 61 på listen over de bedste album gennem tiderne.
Déjà Vu blev i 2012 optaget i Grammy Hall of Fame. Déjà Vu blev i 2023 optaget på Library of Congress' liste over bevaringsværdig musik.

### Jubilæumsudgave efter 50 år
En 50-års jubiluæmsudgave blev udgivet den 14. maj 2021 i et boxset med fem vinyl LP'er eller med fire CD'er og en bog. Bokssættet indeholder 38 indspilninger, i form af ikke udgivne sange, alternative indspilninger, outtakes og demoer.

## Numre

### Oprindelig udgave
| 1. | "Carry On"            | Stills | 4:26 |
| 2. | "Teach Your Children" | Nash   | 2:53 |
| 3. | "Almost Cut My Hair"  | Crosby | 4:31 |
| 4. | "Helpless"            | Young  | 3:33 |
| 5. | "Woodstock"           | Stills | 3:54 |

| 1.            | "Déjà Vu"                                                                                   | Crosby                          | 4:12  |
| 2.            | "Our House"                                                                                 | Nash                            | 2:59  |
| 3.            | "4 + 20"                                                                                    | Stills                          | 2:06  |
| 4.            | "Country Girl: Whiskey Boot Hill / Down, Down, Down / Country Girl (I Think You’re Pretty)" | Young med Crosby, Stills & Nash | 5:11  |
| 5.            | "Everybody I Love You"                                                                      | Stills med Crosby & Nash        | 2:21  |
| Total længde: | Total længde:                                                                               | Total længde:                   | 36:06 |

### 50th jubilæumsudgave
| 1.            | "Our House"                                | Graham Nash                 | 2:57  |
| 2.            | "4 + 20"                                   | Stephen Stills              | 2:18  |
| 3.            | "Song with No Words (Tree with No Leaves)" | David Crosby & Graham Nash  | 3:13  |
| 4.            | "Birds"                                    | Neil Young & Graham Nash    | 3:37  |
| 5.            | "So Begins the Task / Hold On Tight"       | Stephen Stills              | 7:46  |
| 6.            | "Right Between the Eyes"                   | Graham Nash                 | 2:06  |
| 7.            | "Almost Cut My Hair"                       | David Crosby                | 4:39  |
| 8.            | "Teach Your Children"                      | Graham Nash & David Crosby  | 3:14  |
| 9.            | "How Have You Been"                        | Crosby, Stills & Nash       | 3:44  |
| 10.           | "Triad"                                    | David Crosby                | 5:30  |
| 11.           | "Horses Through a Rainstorm"               | Graham Nash                 | 3:51  |
| 12.           | "Know You Got to Run"                      | Stephen Stills              | 4:12  |
| 13.           | "Question Why"                             | Graham Nash                 | 2:02  |
| 14.           | "Laughing"                                 | David Crosby                | 4:27  |
| 15.           | "She Can’t Handle It"                      | Stephen Stills              | 6:44  |
| 16.           | "Sleep Song"                               | Graham Nash                 | 3:01  |
| 17.           | "Déjà Vu"                                  | David Crosby & Graham Nash  | 4:25  |
| 18.           | "Our House"                                | Graham Nash & Joni Mitchell | 2:43  |
| Total længde: | Total længde:                              | Total længde:               | 70:32 |

| 1.            | "Everyday We Live"                        | 3:18  |
| 2.            | "The Lee Shore"                           | 6:03  |
| 3.            | "I’ll Be There"                           | 3:41  |
| 4.            | "Bluebird Revisited"                      | 3:24  |
| 5.            | "Horses Through a Rainstorm" (1969 Vocal) | 3:32  |
| 6.            | "30 Dollar Fine"                          | 2:45  |
| 7.            | "Ivory Tower"                             | 3:51  |
| 8.            | "Same Old Song"                           | 4:21  |
| 9.            | "Hold On Tight / Change Partners"         | 5:04  |
| 10.           | "Laughing"                                | 4:09  |
| 11.           | "Right On Rock ’N’ Roll"                  | 2:47  |
| Total længde: | Total længde:                             | 42:55 |

| 1.            | "Carry On" (Early Alternate Mix)      | 4:34  |
| 2.            | "Teach Your Children" (Early Version) | 3:02  |
| 3.            | "Almost Cut My Hair" (Early Version)  | 10:14 |
| 4.            | "Helpless" (Harmonica Version)        | 3:48  |
| 5.            | "Woodstock" (Alternate Vocals)        | 4:18  |
| 6.            | "Déjà Vu" (Early Alternate Mix)       | 3:42  |
| 7.            | "Our House" (Early Version)           | 2:55  |
| 8.            | "4 + 20" (Alternate Take 2)           | 2:08  |
| 9.            | "Know You Got to Run"                 | 6:42  |
| Total længde: | Total længde:                         | 41:23 |

## Medvirkende
- David Crosby – sang alle numre bortset fra "4+20"; rytmeguitar på "Almost Cut My Hair," "Woodstock," "Déjà Vu" "Country Girl" og "Everybody I Love You"
- Stephen Stills – sang alle numre bortset fra "Almost Cut My Hair"; guitarer alle numre bortset "Our House"; bas på "Carry On", "Teach Your Children" og "Déjà Vu"; keyboards på "Déjà Vu" og "Everybody I Love You"; orgel på "Carry On" og "Woodstock"; piano på "Helpless" og "Country Girl"; percussion på "Carry On"
- Graham Nash – sang alle numre bortset fra "Almost Cut My Hair" og "4+20"; piano på "Woodstock" and "Our House"; cembalo on "Our House"; organ på "Almost Cut My Hair"; rytmeguitar på "Teach Your Children" og "Country Girl"; percussion på "Carry On" og "Country Girl"; tamburin på "Teach Your Children"
- Neil Young – sang på "Helpless" og "Country Girl"; guitar på "Almost Cut My Hair", "Helpless", "Woodstock" og "Country Girl"; pibeorgel, mundharmonika og vibrafon på "Country Girl"; orgel på "Country Girl" og "Everybody I Love You"

### Andre musikere
- Greg Reeves – el-bas på "Almost Cut My Hair", "Helpless", "Woodstock", "Our House", "Country Girl" og "Everybody I Love You"
- Dallas Taylor – trommer alle numre undtagen "Teach Your Children" og "4+20"; tamburin på "Teach Your Children"
- Jerry Garcia – pedal steel guitar på "Teach Your Children"
- John Sebastian – harmonica på "Déjà Vu"
- ukrediteret – piano on "Everybody I Love You"